# Epimyrma algeriana
Epimyrma algeriana là một loài kiến thuộc họ Formicidae. Đây là loài đặc hữu của Algeria.